# 索羅基夫卡
50°0′6″N 36°32′15″E / 50.00167°N 36.53750°E
索羅基夫卡（烏克蘭語：Сороківка）是位於烏克蘭東部的村莊，由哈爾科夫州哈爾科夫區的維利希夫卡市鎮負責管轄。該村始建於1923年，面積11.3平方公里，海拔高度135米，2001年人口457，人口密度每平方公里40.4人。